# رغبة مظلمة
رغبة مظلمة هو مسلسل دراما، إثارة مكسيكي من بطولة مايتي بيروني. عرض المسلسل في 15 يوليو 2020. ونظراً لنجاح المسلسل انتج جزء ثاني سيعرض في عام 2021. وأعلنت نتفليكس بأن المسلسل هو الأعلى مشاهدة في فئة المسلسلات غير الناطقة بالأنجليزية، حيث شاهدهُ 35 مليون مشاهد في 28 يوم.

## روابط خارجية
رغبة مظلمة على موقع IMDb (الإنجليزية)
- رغبة مظلمة على موقع روتن توميتوز (الإنجليزية)
- رغبة مظلمة على موقع نتفليكس (الإنجليزية)
- رغبة مظلمة على موقع فيلمافينيتي (الإسبانية)
- رغبة مظلمة على موقع كينوبويسك (الروسية)
- رغبة مظلمة على موقع ألو سيني (الفرنسية)
- رغبة مظلمة على موقع قاعدة بيانات الفيلم (الإنجليزية)